# Ealdgyth (moglie di Aroldo II)
Ealdgyth, spesso citata nelle fonti come Edith (Edith the Fair e Edith the Rich, traducibili come "Edith la Bella" e "Edith la Ricca"; nota anche come Edith Swan-neck, in antico inglese Ealdgȳð Swann hnesce, "Edith dal collo di cigno"; fl. XI secolo), è stata una nobildonna anglosassone, prima consorte di re Aroldo II d'Inghilterra.
Ricca possidente dell'Anglia orientale, si sposò negli anni 1040 con l'allora conte Aroldo, rimanendo sua compagna per il ventennio successivo. L'unione avvenne more danico, tipo di matrimonio non riconosciuto dalla Chiesa, e quindi non ebbe mai uno status di piena ufficialità, che permise infine al marito di ripudiare nominalmente Edith attorno al 1066 per sposarsi cristianamente con Edith di Mercia per opportunismo politico. Dopo la morte del marito alla battaglia di Hastings, fu lei a riconoscerne il corpo straziato.
Si conosce molto poco della figura di Edith, la quale ha comunque affascinato i contemporanei e i posteri, divenendo un personaggio dell'epica anglosassone e soggetto di numerose altre opere. All'unione con Aroldo sono attribuiti numerosi figli, continuatori della dinastia Godwin.

## Biografia

### Origini
Le origini di Edith sono assai oscure, e vi sono pochi fatti verificabili riguardanti la sua vita. Nata attorno al 1025, era di certo una nobildonna di rango elevato, poiché possedeva numerose terre nell'Anglia orientale, in particolare nell'Hertfordshire, nell'Essex, nel Buckinghamshire, nel Suffolk e nel Cambridgeshire. La prima menzione certa di Edith è del 1046, quando effettuò una donazione all'abbazia di St. Benet ratificata dal sovrano Edoardo il Confessore, dove è citata come Edgyue Swanneshals de Thurgertone ("Edith dal collo di cigno di Thurgarton"). Thurgarton, villaggio dell'attuale Norfolk, rientrava quindi probabilmente tra i suoi possedimenti.
Lo storico Frank Barlow ritiene che si parli di Edith anche in un documento contemporaneo al precedente, il testamento della facoltosa possidente anglica Wulfgyth, morta tra la fine degli anni 1040 e l'inizio degli anni 1050, dove delle proprietà terriere nel Suffolk e ad Ashford vengono lasciate in eredità proprio a una tale Ealdgyth, nominata come sua figlia, la quale avrebbe quindi avuto numerosi fratelli (Ælfketel e Ketel) e sorelle (Gode e Bote), suoi coeredi. Barlow ha quindi inferito l'identità di Ealdgyth poiché nel testamento vengono citati anche i potenti magnati Godwin del Wessex e suo figlio Harold Godwinson (futuro marito di Edith), a cui Wulfgyth destinò parte dell'eredità. Tuttavia nel testamento del supposto fratello Ketel, risalente a circa un decennio più tardi, sono citate unicamente le sorelle Gode e Bote, mentre di Ealdgyth non si trova traccia, forse segno di una sua morte; la cosa farebbe quindi supporre che non si trattasse della stessa persona, poiché Edith la Bella era ancora viva al tempo della conquista normanna dell'Inghilterra del 1066.
Un'altra teoria ritiene invece che Edith fosse figlia di Thorkell l'Alto, importante signore vichingo installatosi in Anglia all'inizio dell'XI secolo, e della moglie, una figlia di re Etelredo II d'Inghilterra, forse identificabile con l'omonima principessa Ealdgyth già vedova del conte Eadric Streona, ma anche su questo mancano prove certe.

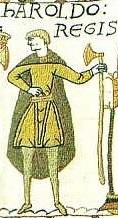
Harold Godwinson rappresentato nell'arazzo di Bayeux

### Relazione con Aroldo
Edith si sposò in data ignota, ma probabilmente nella seconda metà degli anni 1040, con l'allora conte Harold Godwinson secondo il more danico ("all'uso danese"), un tipo di matrimonio diffuso nella cultura vichinga. La Chiesa, che non riconosceva il more danico, non la considerava quindi come legittima moglie di Aroldo, tanto che negli atti di fondazione dell'abbazia di Waltham Edith è definita come Editham cognomento Swanneshals cubicularia ("Edith detta dal collo di cigno concubina"). Il more danico era comunque diffuso e accettato nell'Inghilterra anglosassone, e non vi è alcuna indicazione che i figli nati dalla coppia siano stati trattati come illegittimi dalla cultura al tempo.
Il matrimonio era di opportunità e favorevole ad entrambi i coniugi: Edith si associò al principale aristocratico e politico del regno d'Inghilterra dell'epoca, mentre Aroldo consolidò il proprio dominio sull'Anglia orientale tramite il controllo delle numerose terre della consorte. Tuttavia l'unione, a differenza dell'opinione generale, fu probabilmente molto affiatata e non un semplice concubinaggio come riportato da molte delle fonti coeve (che condannavano il matrimonio danese), tanto che Edith rimase a fianco di Aroldo per i successivi vent'anni. Mentre Aroldo era conte dell'Anglia orientale, lui ed Edith beneficiarono di uno stile di vita assai lussuoso, confacente al loro status, e la nobildonna risulta come una delle protettrici dell'abbazia di Waltham, fondata dal marito.
Il matrimonio tra Edith e Aroldo durò almeno fino al 1065. Egli, ormai il nobile più potente d'Inghilterra, era logicamente considerato come il principale successore di Edoardo il Confessore, senza figli né altri eredi. Tuttavia, anche per ottenere l'appoggio della Chiesa, Aroldo decise di impegnarsi in un'unione legittima sposando l'importante nobildonna Edith di Mercia, sorella dei conti Morcar di Northumbria ed Edwin di Mercia, alleati di Aroldo. Nonostante infatti l'unione tra Edith la Bella e Aroldo fosse felice e avesse generato numerosi eredi, essi erano tacciabili di illegittimità e avrebbero avuto un debole reclamo alla corona d'Inghilterra alla morte del padre. Pare tuttavia che Aroldo non rinunciasse del tutto al rapporto con la prima moglie, dato che l'ultimogenito dei due, Ulf del Wessex, nacque all'incirca proprio in questo periodo; Aroldo sarebbe quindi stato di fatto bigamo, poiché non essendo il matrimonio more danico riconosciuto a livello canonico, esso non aveva avuto necessità di cessare al momento dell'unione cristiana tra Aroldo ed Edith di Mercia.

### Il corpo di Aroldo

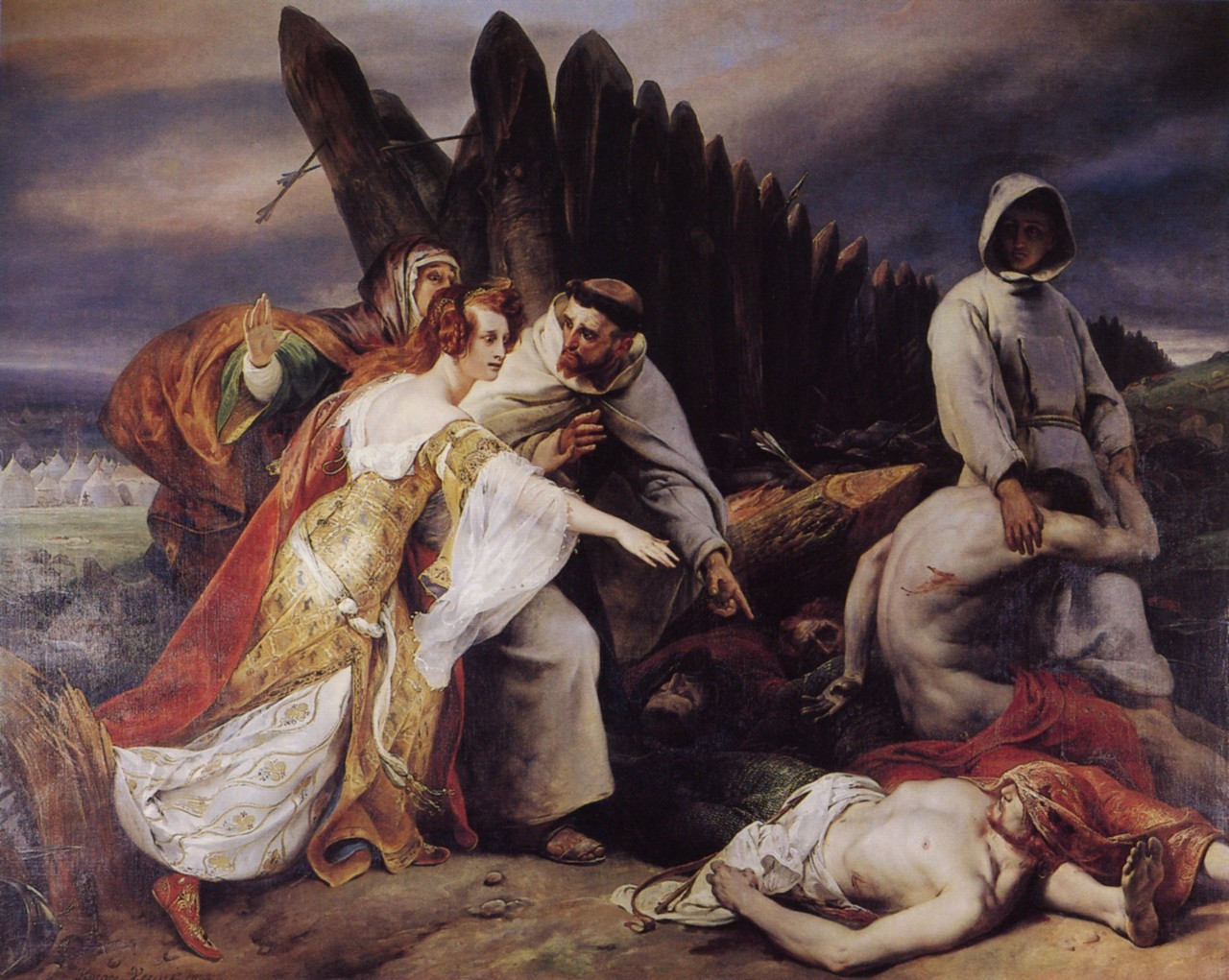
Edith ritrova il corpo di Aroldo (Horace Vernet, 1828)

Edith è principalmente ricordata per un episodio, condito da tinte epico-tragiche, che sarebbe accaduto dopo la battaglia di Hastings del 14 ottobre 1066, disastrosa sconfitta degli anglosassoni contro i normanni dove rimase ucciso anche suo marito Aroldo. Il numero dei morti era enorme, e il campo di battaglia fu abbandonato dai normanni, intenti a celebrare la vittoria; anche il corpo di Aroldo, orrendamente mutilato dai cavalieri normanni, era rimasto insepolto, e come molti altri era irriconoscibile.
Il vittorioso Guglielmo il Conquistatore inizialmente non si curò delle spoglie del nemico, anzi le avrebbe volute lasciare insepolte come affronto, nonostante le suppliche della madre di Aroldo Gytha Thorkelsdaettir perché venisse ritrovato. Fu allora che Ealdgyth, camminando disperata attraverso la carneficina della battaglia, riuscì ad identificare Aroldo da alcuni "segni segreti" sul suo petto noti solo a lei. Quindi, riconosciuto il sovrano, secondo la leggenda Guglielmo gli concesse allora una sepoltura cristiana nell'abbazia di Waltham. In realtà circolano molte altre leggende sul corpo di Aroldo, che secondo un'altra versione sarebbe stato sepolto in un tumulo vicino al campo di battaglia, su cui poi sarebbe sorta l'abbazia di Battle.

### Ultimi anni
Dopo che Guglielmo ebbe preso il potere, è molto probabile che Edith si sia rifugiata coi figli ad Exeter, uno dei pochi domini ancora saldamente in mano alla famiglia Godwin, difesa dalla suocera Gytha Thorkelsdaettir. Presto tuttavia anche Exeter si arrese ai normanni, e mentre i figli fuggirono in Irlanda e la suocera in Danimarca, le fonti tacciono su di lei.
Come delle origini, in assenza di riferimenti espliciti coevi è difficile determinare il destino di Edith. Mentre sono note le imprese e il successivo esilio dei suoi figli, lei non viene più menzionata dalle cronache, e quindi generalmente gli storici ritengono sia morta non molto tempo dopo la conquista normanna. Il Domesday Book, grande catalogo censorio delle proprietà fondiarie inglesi commissionato negli anni 1080 da Guglielmo I d'Inghilterra, registra come residente a Canterbury una concubina Heraldi ("concubina di Aroldo") proprietaria di tre case, ma senza riportare il suo nome, rendendo quindi impossibile determinare se si trattasse di Edith oppure di un'altra amante del sovrano anglosassone.
Considerando come valida la citazione del Domesday Book, completato nel 1086, Edith sarebbe sopravvissuta almeno fino a quell'anno, raggiungendo quindi un'età di circa sessant'anni. Oltre il 1086, comunque, non esistono altre menzioni vere o presunte di Edith, rendendo di fatto ignoto il suo destino.

## Discendenza
All'unione more danico con Aroldo II d'Inghilterra sono tradizionalmente attribuiti sette figli:
- Godwin, che tentò di riconquistare il trono inglese tra il 1068 e il 1069;
- Edmondo, che tentò di riconquistare il trono inglese tra il 1068 e il 1069;
- Magnus, scomparso dalle cronache attorno al 1068;
- Gytha, che sposò il principe Vladimir II di Kiev, e da lei discesero i successivi Gran Principi di Kiev;
- Gunilde, che sposò Alano il Rosso, con il quale non ebbe figli;
- un figlio nato morto, che Edith cercò di far seppellire senza successo in terra consacrata;[6]
- Ulf, che visse prigioniero di Guglielmo il Conquistatore.

Ulf, penultimo figlio di Aroldo e di giovanissima età al momento dell'invasione normanna, è generalmente considerato figlio di Edith la Bella, anche se alcuni storici ne attribuiscono la maternità piuttosto a Edith di Mercia, quasi certamente madre invece di Aroldo del Wessex. Secondo quest'ultima ipotesi quindi Ulf sarebbe stato probabilmente fratello gemello di Aroldo, ma la teoria non ha prove concrete.

## Ascendenza
Supponendo che Edith fosse figlia di Thorkell l'Alto e della moglie, la sua ascendenza sarebbe la seguente:
|                           |                         |                         | Genitori         |  |  | Nonni |  |  | Bisnonni |  |  | Trisnonni |  |
|                           |                         |                         |                  |  |  |       |  |  | …        |  |  | …         |  |
|                           |                         |                         |                  |  |  |       |  |  | …        |  |  | …         |  |
|                           |                         | …                       |                  |  |  |       |  |  | …        |  |  |           |  |
| …                         |                         |                         |                  |  |  |       |  |  | …        |  |  |           |  |
|                           |                         | …                       | …                |  |  |       |  |  |          |  |  |           |  |
|                           |                         | …                       | …                |  |  |       |  |  |          |  |  |           |  |
|                           |                         | …                       | …                |  |  |       |  |  |          |  |  |           |  |
| Thorkell l'Alto           |                         | …                       |                  |  |  |       |  |  |          |  |  |           |  |
|                           |                         | …                       | …                |  |  |       |  |  |          |  |  |           |  |
|                           |                         | …                       | …                |  |  |       |  |  |          |  |  |           |  |
|                           |                         | …                       | …                |  |  |       |  |  |          |  |  |           |  |
| …                         |                         | …                       |                  |  |  |       |  |  |          |  |  |           |  |
|                           |                         | …                       | …                |  |  |       |  |  |          |  |  |           |  |
|                           |                         | …                       | …                |  |  |       |  |  |          |  |  |           |  |
|                           |                         | …                       | …                |  |  |       |  |  |          |  |  |           |  |
| Edith la Bella            |                         | …                       |                  |  |  |       |  |  |          |  |  |           |  |
|                           | Edgardo I d'Inghilterra | Edmondo I d'Inghilterra |                  |  |  |       |  |  |          |  |  |           |  |
|                           | Edgardo I d'Inghilterra | Edmondo I d'Inghilterra |                  |  |  |       |  |  |          |  |  |           |  |
|                           | Edgardo I d'Inghilterra | Edgiva di Kent          |                  |  |  |       |  |  |          |  |  |           |  |
| Etelredo II d'Inghilterra | Edgardo I d'Inghilterra |                         |                  |  |  |       |  |  |          |  |  |           |  |
|                           |                         | Elfrida d'Inghilterra   | Ordgar del Devon |  |  |       |  |  |          |  |  |           |  |
|                           |                         | Elfrida d'Inghilterra   | Ordgar del Devon |  |  |       |  |  |          |  |  |           |  |
|                           |                         | Elfrida d'Inghilterra   | …                |  |  |       |  |  |          |  |  |           |  |
| Ealdgyth d'Inghilterra?   |                         | Elfrida d'Inghilterra   |                  |  |  |       |  |  |          |  |  |           |  |
|                           |                         | Thored                  | nobile di York   |  |  |       |  |  |          |  |  |           |  |
|                           |                         | Thored                  | nobile di York   |  |  |       |  |  |          |  |  |           |  |
|                           |                         | Thored                  | …                |  |  |       |  |  |          |  |  |           |  |
| Ælfgifu di York           |                         | Thored                  |                  |  |  |       |  |  |          |  |  |           |  |
|                           |                         | …                       | …                |  |  |       |  |  |          |  |  |           |  |
|                           |                         | …                       | …                |  |  |       |  |  |          |  |  |           |  |
|                           |                         | …                       | …                |  |  |       |  |  |          |  |  |           |  |
|                           |                         | …                       |                  |  |  |       |  |  |          |  |  |           |  |

## Nella cultura di massa

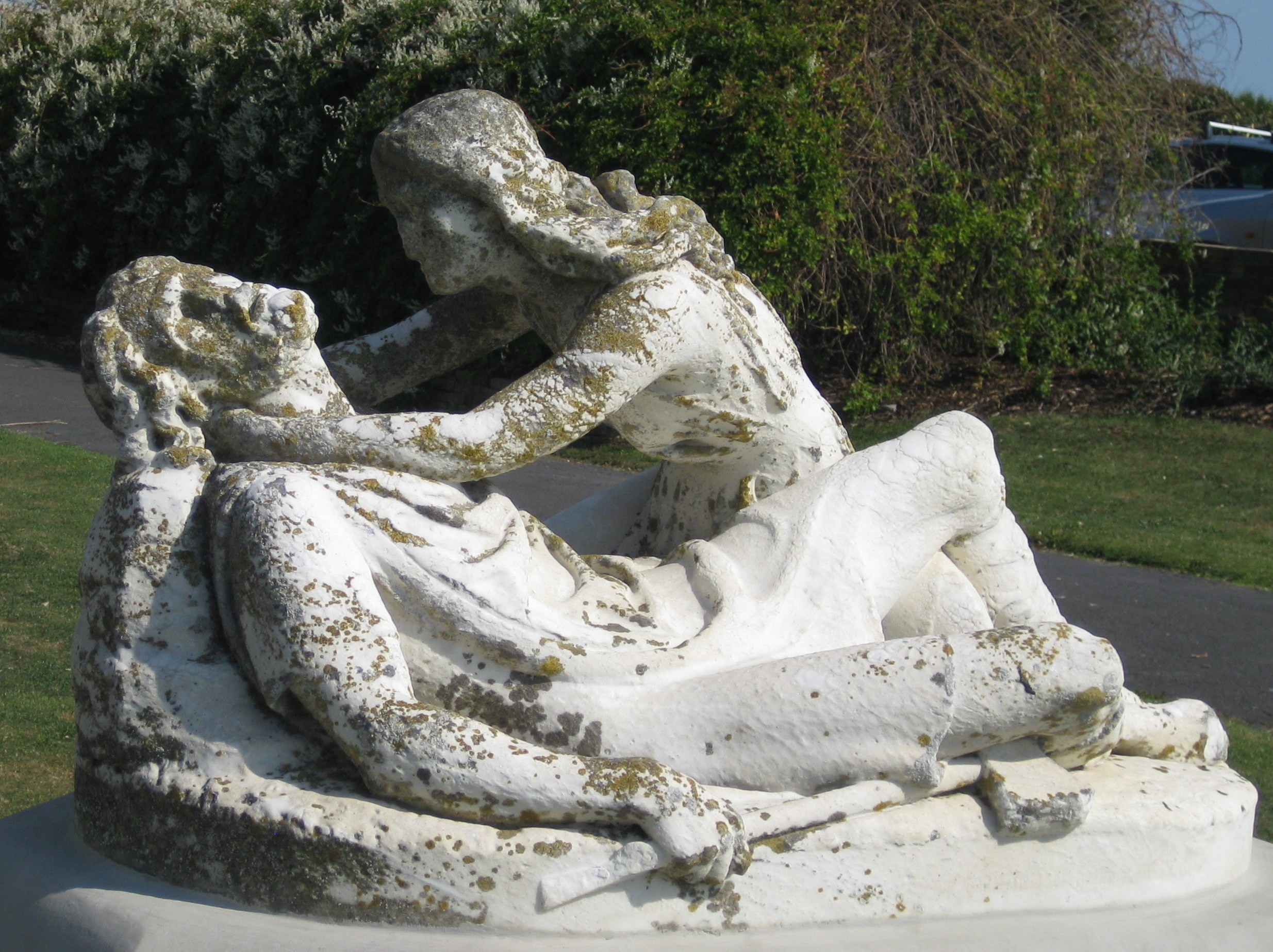
La statua di Aroldo ed Edith ad Hastings

Con la progressiva riscoperta della civiltà anglosassone a partire dal XVIII secolo, anche Edith la Bella conobbe un rinnovato interesse per la sua figura e la tragicità del suo rapporto con Aroldo. Il pittore francese Horace Vernet traspose l'episodio leggendario della scoperta del corpo del re nel quadro Edith ritrova il corpo di Aroldo, realizzato nel 1828. Edward Bulwer-Lytton, nel suo romanzo Harold: the last of the Saxon Kings (1848), la rende uno dei personaggi principali, ruolo ripreso anche da lord Tennyson nella sua tragedia in versi Harold (1877). Il ruolo da protagonista indiscussa le è invece stato conferito a partire dal XX secolo, con romanzi scritti da medievisti come Edith the Fair (2015) di Bill Flint e Conquered: The Last Children of Anglo-Saxon England (2022) di Eleanor Parker.
Sempre lo storico Bill Flint avrebbe inoltre identificato Edith come la fondatrice del santuario di Nostra Signora di Walsingham, le cui origini leggendarie risalirebbero proprio agli ultimi anni del dominio anglosassone. Secondo la leggenda, il santuario sarebbe nato in seguito alle visioni avute dalla nobildonna Richeldis de Faverches, di cui tuttavia non si trovano riscontri a livello ufficiale nell'Inghilterra del periodo; ciò ha quindi portato Flint a supporre che, dato il collocamento del santuario, la sua fondatrice fosse stata proprio Edith, che al tempo controllava la zona.
Ad Hastings è presente una statua che ritrae Edith nell'atto di riconoscere il corpo di Aroldo, commissionata e realizzata nel 1875 per conto di Thomas Brassey, I conte Brassey, all'epoca rappresentante di Hastings al Parlamento britannico.

### Annotazioni
1. ↑  Swann hnesce significa letteralmente "cigno gentile", ma col tempo pare che la dizione si sia corrotta in Swann hnecca, ovvero "collo di cigno". Cfr. (EN) Philip Ardagh, True Love to the End, in Philip Ardagh's Book of Kings, Queens, Emperors and Rotten Wart-Nosed Commoners, illustrazioni di Del Thorpe, MacMillan, 2011, ISBN 9781447212010.

### Riferimenti
1. 1 2 3 4 5  (EN) Edith Swanneschals, su englishmonarchs.co.uk.
2. 1 2  Walker 1997, p. 69.
3. 1 2 3 4 5 6 7 8 9 10 11 12 13 14  (EN) Chapter 10 - Family of King Harold II, su England Anglo-Saxon Kings, fmg.ac.
4. ↑  Walker 1997, p. 68.
5. 1 2 3 4 5 6 7 8  (EN) padre Alexander Lucie-Smith, Was Walsingham founded by the last Queen of Anglo-Saxon England?, su thecatholicherald.com, 26 giugno 2015.
6. 1 2 3 4 5 6 7  (EN) David E. P. Dennis, Edith – The Handfasted Queen of England, in Hastings Indepentent, 7 ottobre 2022.
7. ↑  Barlow 2013, p. 109.
8. ↑  Hudson 1979, p. 92.
9. 1 2 3 4  Barlow 2013, p. 157.
10. 1 2 3 4  Hudson 1979, p. 93.
11. ↑  Barlow 2013, pp. 168-169.
12. 1 2  Barlow 2013, p. 128.
13. ↑  Barlow 2013, p. 15.